# Деніс Вавро
Деніс Вавро (словац. Denis Vavro; нар. 10 квітня 1996, Партизанське) — словацький футболіст, центральний захисник німецького клубу «Вольфсбург» і національної збірної Словаччини.

## Клубна кар'єра
У дорослому футболі дебютував 2012 року виступами за команду «Жиліна», у складі якої провів п'ять сезонів, а 2017 року став чемпіоном Словаччини.
26 серпня того ж 2017 року габаритний захисник уклав п'ятирічний контракт з діючим на той час чемпіоном Данії, клубом «Копенгаген». Протягом двох сезонів у Данії був основним центральним захисником команди, провів у її складі 85 матчів в усіх турнірах та став чемпіоном Данії 2019 року.
4 липня 2019 року за орієнтовні 10 мільйонів євро перейшов до італійського «Лаціо», в команді якого став гравцем ротації.

## Виступи за збірні
2012 року дебютував у складі юнацької збірної Словаччини (U-17), загалом на юнацькому рівні за команди різних вікових категорій взяв участь у 28 іграх, відзначившись трьома забитими голами.
Протягом 2015—2018 років залучався до складу молодіжної збірної Словаччини. На молодіжному рівні зіграв у 15 офіційних матчах, забив три голи.
На початку 2017 року дебютував в офіційних матчах у складі національної збірної Словаччини.
| Дата       | Місто           | Господарі   | Результат               | Гості                | Турнір                               | Голи | Примітки |
| ---------- | --------------- | ----------- | ----------------------- | -------------------- | ------------------------------------ | ---- | -------- |
| 8-1-2017   | Абу-Дабі        | Словаччина  | 1 – 3                   | Уганда               | товариський матч                     | 1    |          |
| 12-1-2017  | Абу-Дабі        | Швеція      | 6 – 0                   | Словаччина           | товариський матч                     | -    | 78'      |
| 21-3-2019  | Трнава          | Словаччина  | 2 – 0                   | Угорщина             | Відбір до ЧЄ 2020                    | -    | 21'      |
| 24-3-2019  | Кардіфф         | Уельс       | 1 – 0                   | Словаччина           | Відбір до ЧЄ 2020                    | -    | 31'      |
| 11-6-2019  | Баку            | Азербайджан | 1 – 5                   | Словаччина           | Відбір до ЧЄ 2020                    | -    |          |
| 6-9-2019   | Братислава      | Словаччина  | 0 – 4                   | Хорватія             | Відбір до ЧЄ 2020                    | -    |          |
| 9-9-2019   | Будапешт        | Угорщина    | 1 – 2                   | Словаччина           | Відбір до ЧЄ 2020                    | -    | 41'      |
| 13-10-2019 | Братислава      | Словаччина  | 1 – 1                   | Парагвай             | товариський матч                     | -    | 32' 42'  |
| 16-11-2019 | Рієка           | Хорватія    | 3 – 1                   | Словаччина           | Відбір до ЧЄ 2020                    | -    |          |
| 8-10-2020  | Братислава      | Словаччина  | 0 – 0 д.ч. (4 – 2 п.п.) | Ірландія             | Відбір до ЧЄ 2020                    | -    | 112'     |
| 14-10-2020 | Трнава          | Словаччина  | 2 – 3                   | Ізраїль              | Ліга націй УЄФА 2020-2021 - 1-й етап | -    |          |
| 1-6-2021   | Рід-ім-Іннкрайс | Словаччина  | 1 – 1                   | Болгарія             | товариський матч                     | -    |          |
| 26-3-2023  | Братислава      | Словаччина  | 2 – 0                   | Боснія і Герцеговина | Відбір до ЧЄ 2024                    | -    |          |
| 17-6-2023  | Рейк'явік       | Ісландія    | 1 – 2                   | Словаччина           | Відбір до ЧЄ 2024                    | -    |          |
| 20-6-2023  | Вадуц           | Ліхтенштейн | 0 – 1                   | Словаччина           | Відбір до ЧЄ 2024                    | 1    | 89'      |
| 8-9-2023   | Братислава      | Словаччина  | 0 – 1                   | Португалія           | Відбір до ЧЄ 2024                    | -    |          |
| 13-10-2023 | Порту           | Португалія  | 3 – 2                   | Словаччина           | Відбір до ЧЄ 2024                    | -    |          |
| 16-10-2023 | Люксембург      | Люксембург  | 0 – 1                   | Словаччина           | Відбір до ЧЄ 2024                    | -    |          |
| 16-11-2023 | Братислава      | Словаччина  | 4 – 2                   | Ісландія             | Відбір до ЧЄ 2024                    | -    |          |
| Усього     |                 | Матчів      | 19                      |                      | Голів                                | 2    |          |

## Титули і досягнення
- Чемпіон Словаччини (1):

«Жиліна»: 2016-17
- Володар Суперкубка Словаччини (1):

«Жиліна»: 2012
- Чемпіон Данії (3):

«Копенгаген»: 2018-19, 2021-22, 2022-23
- Володар Суперкубка Італії з футболу (1):

«Лаціо»: 2019
- Володар Кубка Данії (1):

«Копенгаген»: 2022-23